# Емільянув (Серадзький повіт)
Емільянув (пол. Emilianów) — село в Польщі, у гміні Злочев Серадзького повіту Лодзинського воєводства.
Населення — 158 осіб (2011).
У 1975-1998 роках село належало до Серадзького воєводства.

## Демографія
Демографічна структура станом на 31 березня 2011 року:
|          | Загалом | Допрацездатний вік | Працездатний вік | Постпрацездатний вік |
| -------- | ------- | ------------------ | ---------------- | -------------------- |
| Чоловіки | 75      | 15                 | 54               | 6                    |
| Жінки    | 83      | 20                 | 41               | 22                   |
| Разом    | 158     | 35                 | 95               | 28                   |